# Clay-Kinnear-Perren-Kondensation
Die Clay-Kinnear-Perren-Kondensation ist eine Namensreaktion in der organischen Chemie. Erstmals berichtete 1951 John P. Clay von dieser Reaktion. A. M. Kinnear und E. A. Perren ergänzten diese, weshalb sie in der Literatur auch als Kinnear-Perren-Reaktion zu finden ist. Die Reaktion dient der Synthese von Alkylphosphondichloriden aus Phosphortrichlorid und Alkylchlorid unter Einwirkung von Aluminiumchlorid.

## Übersichtsreaktion
Phosphortrichlorid reagiert mit einem Alkylchlorid unter Zugabe von katalytischem Aluminiumchlorid und Wasser in einer Kondensationsreaktion zu einem Alkylphosphondichlorid.

## Reaktionsmechanismus
Im beschriebenen Reaktionsmechanismus bildet sich zunächst aus dem Phosphortrichlorid (1) und Alkychlorid ein fünffach gebundenes Phosphor-Intermediat. Dieses bildet mit Aluminiumchlorid einen Tetrachloroaluminat-Komplex 2. Anschließend wird das positiv geladene Phosphormolekül von Wasser nukleophil angegriffen. Unter Abspaltung von Salzsäure trennt sich der Komplex in ein Phosphor-Intermediat und Aluminiumchlorid, welches sein Hexahydrat bildet. Weitere Salzsäure-Kondensation führt abschließend zum gewünschten Endprodukt Alkylphosphondichlorid 4.

### Grenzen der Reaktion
Diese Reaktion ist einigen Einflüssen gegenüber empfindlich. Die Reihenfolge der Reagenzien ist entscheidend, so findet beispielsweise keine Reaktion statt, wenn Aluminiumchlorid schon vor der Reaktion mit Phosphortrichlorid im Alkylchorid gelöst ist. Das molare Verhältnis von Wasser zum Komplex muss zwischen 7:1 und 11:1 liegen. Des Weiteren sind die Temperatur sowie wasserfreie Reagenzien und Apparatur von Bedeutung. Kinnear und Perren berichten außerdem von der Tendenz zu Umlagerungen des Alkyrests beim Einsatz von Propyl- oder höherwertigen primären und sekundären Alkylchoriden. Dabei bilden sich im Phosphorkomplex Isomere des Alkyrests, wodurch es zur Bildung unerwünschter Nebenprodukte kommt.